# Wojciech Borecki
Wojciech Borecki (ur. 4 kwietnia 1955 w Bielsku Podlaskim) – polski piłkarz i trener piłkarski. W przeszłości prezes drużyny Podbeskidzia Bielsko-Biała.

## Kariera zawodnicza
Borecki grał m.in. we Włókniarzu Białystok i Piaście Gliwice.

## Kariera trenerska
W przeszłości prowadził m.in. Beskid Skoczów, BKS Stal Bielsko Biała, ŁKS Łódź, Podbeskidzie Bielsko-Biała (4,5-letni staż), GKS Katowice, GKS Jastrzębie (dwukrotnie), KSZO Ostrowiec Świętokrzyski, Piasta Gliwice. Łącznie w I lidze prowadził zespoły w 17 meczach (GKS Katowice – 8 spotkań sezonu 2004/05; ŁKS Łódź – 9 spotkań sezonu 2007/08). Później pracował w Jagiellonii Białystok jako wiceprezes. Pod koniec 2012 roku Borecki został prezesem Podbeskidzia Bielsko-Biała.
Trener Borecki awansował z zespołem Podbeskidzie Bielsko-Biała z ligi okręgowej do pierwszej ligi.
Odkrył i wykreował takich graczy jak: Ireneusz Jeleń, Adrian Sikora, Tomasz Moskała, Sebastian Olszar, Dariusz Kłus.